# Jardín histórico

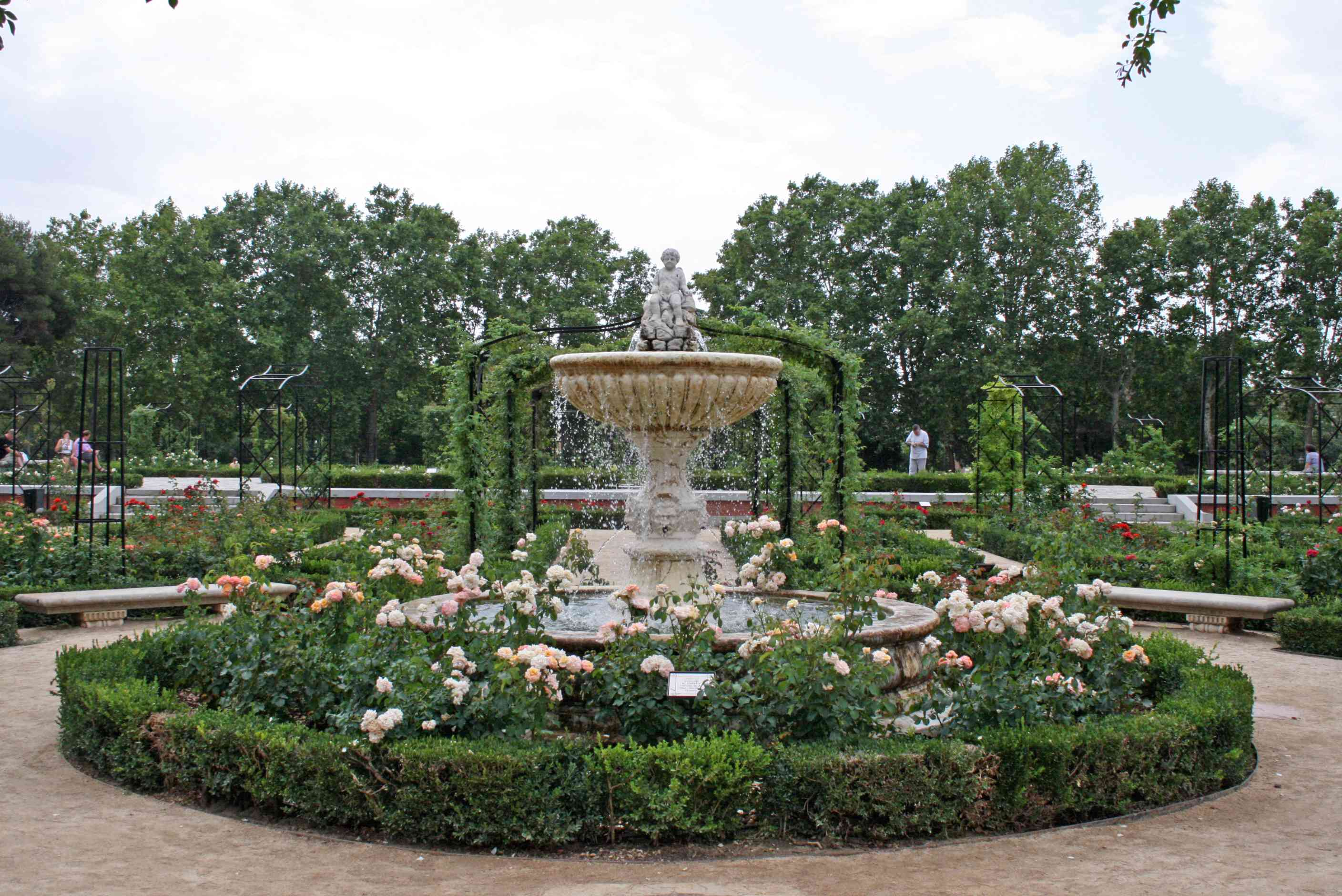
La Rosaleda en el parque del Retiro de Madrid.

Un jardín histórico es el espacio delimitado, producto de la ordenación por el hombre de elementos naturales, a veces complementando con estructuras de fábrica, y estimado de interés en función de su origen o pasado histórico o de sus valores estéticos, sensoriales o botánicos, que por su interés y valor gozan de una protección jurídica específica recogida en la Ley 16/1985, del 25 de junio de 1985, del Patrimonio Histórico Español para su preservación, enriquecimiento y exhibición.
Estos jardines son, según definición de dicha Ley, Bienes de interés Cultural y gozan, por tanto, de especiales figuras de protección y especiales restricciones respecto a las actuaciones que pueden realizarse en ellas.

## Características fundamentales
Los jardines históricos están destinados a ser vistos y recorridos, su acceso debe ser restringido en función de su extensión y fragilidad, de forma que se preserven su integridad física y su mensaje cultural.
Las características fundamentales son
- Es una composición arquitectónica cuyo material es esencialmente vegetal y, por lo tanto, vivo, perecedero y renovable. Por lo tanto es cambiante a lo largo de los años y de las estaciones.
- Puede estar o no ligado a un edificio o monumento, pero en ningún momento puede desligarse de su entorno.
- Tiene un interés público, ya sea desde el punto de vista histórico o artístico.
- Tiene figuras de protección específicas. En España, los jardines históricos están declarados Bien de interés cultural.
- La protección de los jardines históricos exige que estén identificados e inventariados.
- Precisa intervenciones diferentes, a saber: de mantenimiento, de conservación y de restauración.
- El jardín histórico debe ser conservado en un entorno apropiado. Toda modificación del medio físico que ponga en peligro el equilibrio ecológico debe ser evitada.

## Ley de Patrimonio Histórico Español
Los jardines históricos son una categoría dentro de la declaración más amplia de bienes de interés cultural.
El catálogo de jardines históricos es gestionado por la Dirección General de Bellas Artes y Bienes Culturales a través de la Subdirección General de Protección del Patrimonio Histórico mediante el Registro General de Bienes de Interés Cultural en el que también participan las distintas comunidades autónomas españolas.
Por su parte, el Instituto del Patrimonio Cultural de España tiene la misión y funciones de restauración, investigación, documentación, formación y asesoría en la conservación del patrimonio histórico en todo aquello no delegado a.
El Registro General de Bienes de Interés Cultural de España incluye un centenar de jardines de más de 13.000 monumentos.

## Legislación

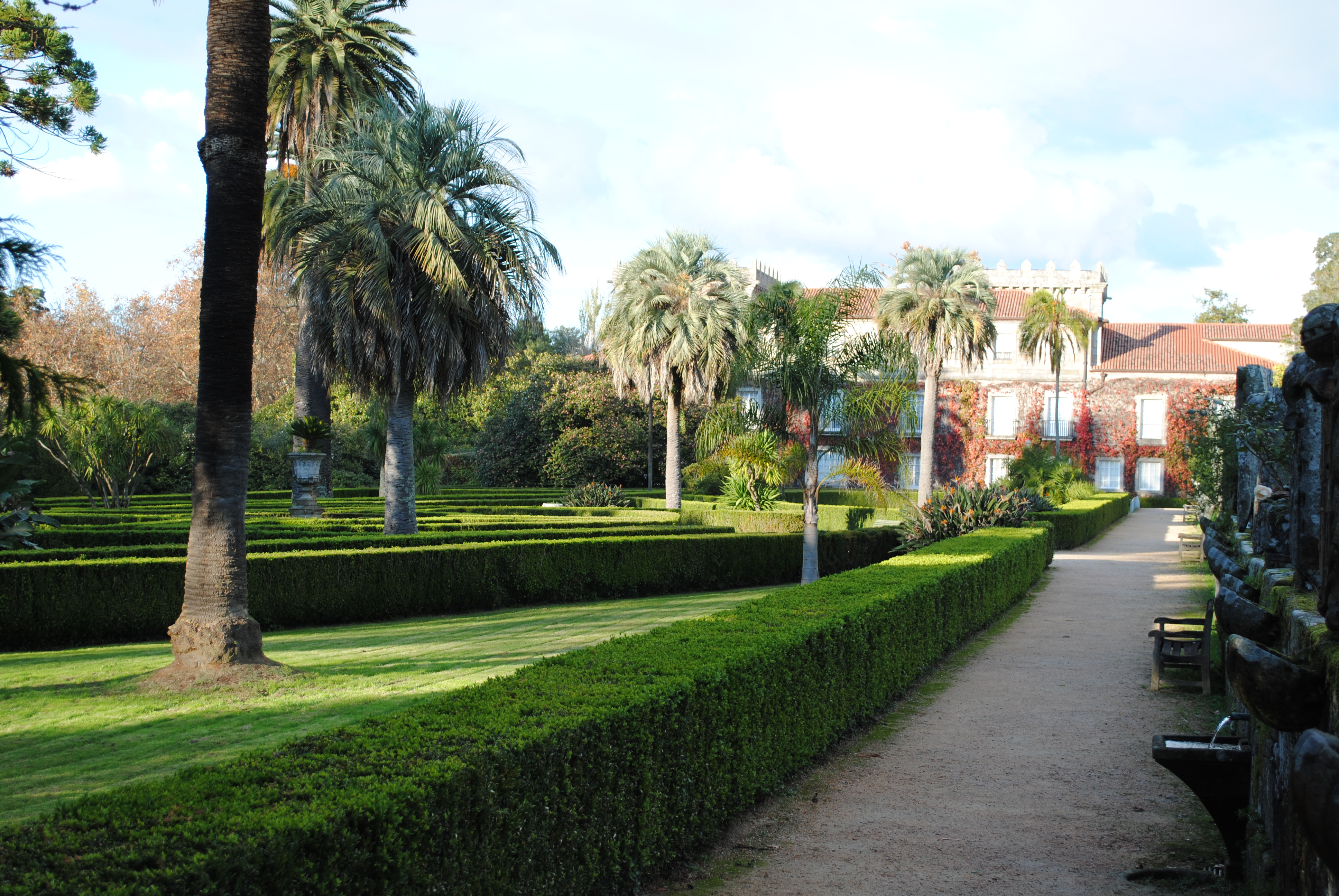
Jardín francés en el parque de Castrelos de Vigo.

Además de en la Ley de Patrimonio Histórico Español, la figura del jardín histórico se haya recogida en la legislación específica de las comunidades autónomas de Andalucía, Cataluña, Comunidad Valenciana, Comunidad de Madrid, Baleares, Aragón, Canarias, Extremadura, Asturias, Castilla y León y Navarra, donde los jardines históricos también son clasificados como bienes de interés cultural, en un apartado específico titulado jardines históricos. En las de Galicia y Cantabria, su legislación hace referencia a los jardines y parques que tengan valor histórico, artístico, antropológico o paisajístico. Finalmente, en La Rioja, los jardines históricos se clasifican como lugares culturales. Sin embargo, la Ley de Patrimonio Cultural Vasco de 1990, no establece ningún apartado expreso que haga mención a los jardines históricos.

## Carta de Florencia de 1981
El Comité Internacional de Jardines Históricos (ICOMOS-IFLA) se reúne en Florencia el 21 de mayo de 1981 y decide elaborar una carta relativa a la salvaguarda de los jardines históricos que es conocida como Carta de Florencia de 1981.
En ella se define un jardín histórico como una composición arquitectónica y vegetal que, desde el punto de vista de la historia o del arte, tiene un interés público y, esencialmente es una composición de arquitectura cuyo material es esencialmente vegetal y, por lo tanto, vivo, perecedero y renovable.
Según su artículo 4, la composición arquitectónica de un jardín histórico viene determinada por:
- su trazado y los diferentes perfiles del terreno.
- sus masas vegetales: especies, volúmenes, juego de colores, distancias, alturas respectivas.
- sus elementos constructivos o decorativos.
- las aguas en movimiento o en reposo, reflejo del cielo.

La denominación de jardín histórico se aplica lo mismo a jardines modestos que a grandes parques de composición formalista o de naturaleza paisajista. Puede estar o no unido a un edificio y no puede desligarse de su propio entorno urbano o rural, artificial o natural.
Se deben considerar monumentos y estar protegidos como tal La protección de los jardines históricos exige que estén identificados e inventariados. Precisa intervenciones diferentes, a saber: de mantenimiento, de conservación y de restauración. En ciertos casos, es recomendable la recuperación. La Carta de Florencia da recomendaciones en cuanto a lo que se refiere a las distintas operaciones a realizar en dichos jardines.